# Labina Mitevska
Labina Mitevska (macedoneană  Лабина Митевска; n. 11 octombrie 1975, Skopje, Republica Socialistă Macedonia, RSF Iugoslavia) este o actriță macedoneană.

## Biografie
S-a născut pe 11 octombrie 1975, la Skopje, într-o familie de actori. Generala și liceul le-a urmat în Skopje, apoi a mers la Școala de Artă și Muzică de la Universitatea Ss. Cyril and Methodius, care se află de asemenea, în Skopje.
Și-a început cariera de actriță la vârsta de 19 ani, jucând în filmul nominalizat la Oscar în 1994 a lui  Milčo Mančevski Înainte de ploaie. A continuat jocând rolul secundar în Bun venit la Sarajevo, regizat de Michael Winterbottom și rolul principal în filmul ceh Samotáři (Singuratici). De asemenea, a jucat rolul principal în filmul Warchild.

## Filmografie
- Înainte de ploaie (1994) – Zamira
- Bun venit la Sarajevo (1997) – Sonja
- Te vreau (1998) – Smokey
- Singuratici (2000) – Vesna
- Der braune Faden (2000) – Kyana
- Veta (2001)
- Weg! (2002)
- Nema problema (2004) – Sanja K.
- Bubacki (2004)
- Cum am ucis un sfânt (2004) – Viola
- Kontakt (2005) – Zana
- Warchild (2006) – Senada
- Cartea secretă (2006) – Lydia
- Sunt din Titov Veles (2007) – Afrodita
- Cu susu-n jos (2007) – femeia în alb
- L... kot ljubezen (2007) – Maya
- Razsledvane (2009) – Family friend
- 9:06 (2009)
- 7 Avlu (2009) – Selma
- Ofsajd (2009) – Milena
- Pași pe nisip (2010)
- The Woman Who Brushed Off Her Tears (2012)
- Martorul acuzării (2015)
- Koga denot nemase ime (2017)
- Dumnezeu există și numele lui e Petrunija (2019)
- Cel mai fericit om din lume (2022) – Marta